# (3420) Standish
(3420) Standish (1984 EB) – planetoida z pasa głównego asteroid okrążająca Słońce w ciągu 5,48 lat w średniej odległości 3,11 j.a. Odkrył ją Edward Bowell 1 marca 1984 roku.